# روبن بوور
روبن بوور (انگلیسی: Ruben Bover؛ زادهٔ ۲۴ ژوئن ۱۹۹۲) بازیکن فوتبال اهل اسپانیا است.
از باشگاه‌هایی که در آن بازی کرده‌است می‌توان به باشگاه فوتبال نیویورک رد بولز، باشگاه فوتبال چارلتون اتلتیک، باشگاه فوتبال کیدرمینستر هاریرس، و باشگاه فوتبال نیویورک کاسموس اشاره کرد.